# Amy Mbacké Thiam
Amy Mbacké Thiam (Kaolack, 1976. november 10. –) világbajnok szenegáli atléta, futó.

## Pályafutása
A 2000-es olimpiai játékokon egyéniben és a szenegáli váltó tagjaként is részt vett a négyszáz méteres síkfutás számában. Előbbiben az elődöntőig jutott, míg a váltóval már az első fordulóban kiesett.
2001-ben világbajnok lett négyszáz méteren, a 2003-as világbajnokságon pedig ezüstérmes volt ezen a távon.
2004-ben részt vett az athéni olimpián, itt azonban a sydney-ihez hasonlóan nem volt eredményes.
2010-ben az Afrika-bajnokságon ezüstérmesként zárt négyszáz méteren a botswanai Amantle Montsho mögött.

## Egyéni legjobbjai
- 200 méteres síkfutás - 23,10 s (2005)
- 300 méteres síkfutás - 36,37 s (2000)
- 400 méteres síkfutás - 49,86 s (2001)